# Rosenbauer
Rosenbauer International AG er en østrigsk producent af brandbiler med hovedkvarter i Leonding, Oberösterreich. 8 % af omsætningen stammer fra handel med det østrigske brandvæsen, den samlede omsætning er på 972 mio. euro.
I 1866 grundlagde Johann Rosenbauer (1828–1894) den erste oberösterreichische Feuerwehr-Ausrüstungs-Geschäft i Linz.